# Wapen van Bevekom

Wapen van Bevekom.

Wapen van Bevekom is het heraldisch wapen van de Waals-Brabantse gemeente Bevekom. Dit wapen werd op 28 maart 1997 aan de gemeente toegekend.

## Geschiedenis
Na de fusie van 1977 vormden Deurne en Bevekom, die in de middeleeuwen een enclave van het prinsbisdom Luik in het hertogdom Brabant vormden, samen met Hamme-Mille, Nodebeek en Sluizen, die in de middeleeuwen tot het hertogdom Brabant behoorden, de nieuwe fusiegemeente Bevekom. De palissadevormig doorsneden rechterzijden toont twee stukken in keel en drie stukken in goud die vermoedelijk respectievelijk voor de twee Luikse enclaves en de drie Brabantse gemeentes staan die Bevekom vormen. De kromstaf van een abt verwijst vermoedelijk naar de abdij van Gembloers (aan dewelke de voornaamste gronden in Bevekom toebehoorden), de abdij van Hastière (die gronden bezatten in Nodebeek) of de abdij van Hertogendal in Hamme (Hamme-Mille).

## Blazoenering
Het wapen heeft de volgende blazoenering:
D'or palissé en fasce de deux pièces de gueules, senestré de sable à une crosse abbatiale d'or le crosseron tourné à senestre.
Van oud palissadevormig doorsneden met twee stukken van keel, links van sabel met een kromstaf van een abt met de krul naar links gedraaid.— Omschrijving sinds 28 maart 1997.